# Alemannia Aachen
TSV Alemannia Aachen 1900 e.V. é uma agremiação esportiva da Alemanha, sediada em Aachen, fundada a 16 de dezembro de 1900. A equipa principal de futebol joga atualmente na quarta divisão alemã (Regionalliga Oeste). O Alemannia Aachen também tem equipes em outras modalidades esportivas, como por exemplo Badminton, Atletismo, Tênis de mesa e Vôlei. A equipe principal de Vôlei feminino joga atualmente na segunda divisão alemã, seção norte.

## História
Veterana na segunda divisão alemã, a associação retornou à Bundesliga no fim dos anos 1960, mas após três anos retrocedeu para a segunda divisão. Na temporada 2005-2006, reconquistou a promoção para a elite do futebol alemão, após muitos anos, em virtude do segundo lugar obtido no segundo módulo, mas sofreu novamente o descenso após transcorrer apenas um ano na máxima série.

### Da fundação à Segunda Guerra Mundial
O clube foi fundado no dia 6 de dezembro de 1900 por 18 estudantes, como Fußballklub Aachen (Futebol Clube de Aachen). Mas como o nome 1.FC Aachen (em português: Primeiro Futebol Clube de Aachen) já existia, os alunos mudaram o nome para Alemannia Aachen. O nome Alemannia era para demonstrar amor à pátria, mesmo que situados perto da fronteira belga e holandesa. Depois da fusão com o Aachener TV 1847, no dia 17 de setembro de 1919, o clube chamava-se Aachener TSV Alemannia 1847. Mas já cinco anos depois, no dia 26 de janeiro de 1924, os dois clubes se separam novamente, com o nome do clube passando a ser o que ainda é até hoje, Aachener Turn- und Sportverein Alemannia 1900 e.V.
Dado que a posição da cidade fica próxima à fronteira com a Bélgica e a Holanda, o Alemannia teve frequentes contatos com as agremiações desses países. A primeira partida ocorreu contra o time belga do R. Dolhain F.C., um dos clubes mais antigos do país. A equipe jogou o campeonato da Rhineland-Westfália e venceu o seu primeiro título em 1907, antes de adentrar na recém-fundada Westdeutsche Liga (Liga da Alemanha Ocidental) em 1909. O clube notavelmente aumentou o interesse pelo futebol. Se qualificou para a Rheingauliga, em 1921, vindo a construir o seu estádio, em 1928, conseguindo o acesso para a Oberliga no ano sucessivo.
No início dos anos 1930 a equipe obteve um bom êxito, chegando entre as quatro equipes admitidas nos play-offs do campeonato da Westdeutsche. Em seguida, o futebol alemão foi reorganizado pelo Terceiro Reich em dezesseis Gauligas de primeira divisão. O Alemannia jogou por algumas temporadas na Gauliga Mittelrhein no fim dos anos 1930 e no início dos anos 1940. Depois da vitória no campeonato de 1938, avançou às finais nacionais, apesar dos protestos do SV Beuel 06. A polêmica se concluiu com a assinalação da vitória no campeonato do Beuel, ainda que o protesto tenha sucedido muito tarde, já que este último poderia ter sido admitido nos play-offs no lugar do Aachen.

O Alemannia se notabilizou por ter sido um dos poucos clubes da obscura época do Nazismo a ter lutado contra a depuração dos judeus das organizações esportivas, reclamando a soltura da prisão de um membro judeu.

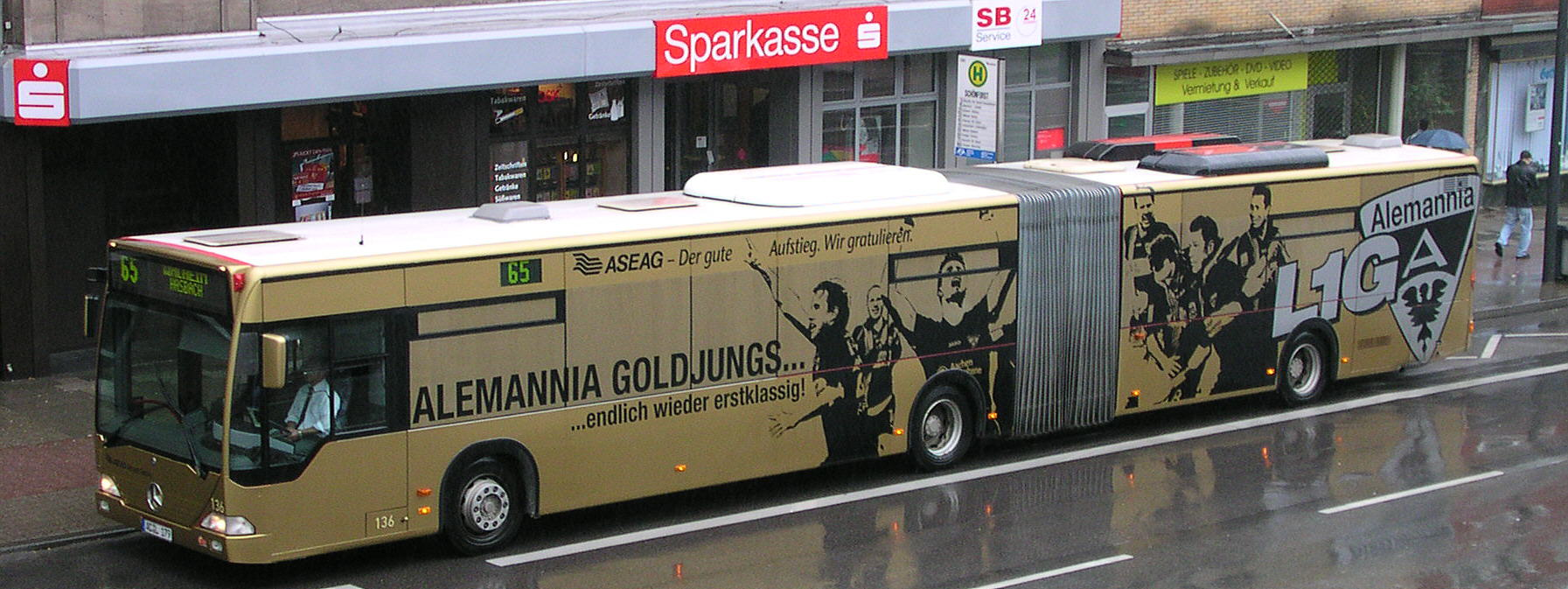
Ônibus com imagens do Alemannia Aachen para comemoração da passagem do clube à primeira divisão alemã.

### Pós-guerra e ingresso na Bundesliga
Em 1946, no término da Segunda Guerra Mundial, o Alemannia se reconstituiu e começou a jogar a Rheinbezirk (segunda série). Retornou à primeira série da Oberliga Oeste no ano seguinte, mas encontrou problemas financeiros. Permaneceu na segunda divisão na metade da tabela de classificação, de maneira constante, mas não espetacular.
O primeiro sucesso do Aachen ocorreu em 1953, quando alcançou a final da Copa da Alemanha e foi derrotado por 2 a 1 pelo Rot-Weiss Essen.
Depois da formação da Bundesliga, a nova liga de futebol profissional da Alemanha, em 1963, o Alemannia passou a atuar na Regionalliga Oeste (II). Em 1965, realizou uma outra boa atuação na Copa da Alemanha, embora tenha sido novamente derrotado na final, desta vez por 2 a 0 frente ao Borussia Dortmund.
O clube venceu o seu campeonato em 1967, participando assim da Bundesliga na temporada 1967-1968. Na temporada seguinte obteve a melhor colocação da sua história, um segundo lugar atrás apenas do Bayern de Munique. Todavia, na temporada seguinte, a campanha foi desastrosa. A equipe ganhou somente um ponto fora de casa e terminou o campeonato na décima-oitava posição, o último lugar. Retornou à Regionalliga Oeste (II) e, em 1991 desceu para a terceira série.

### O renascimento
Após algumas temporadas medíocres na segunda metade dos anos 1990, o treinador Werner Fuchs renovou a equipe do Alemannia empregando o 4-4-2 sem a presença do líbero, criando uma formação capaz de jogar um futebol ofensivo fluido e agradável. Em 1999, a equipe disputou uma ótima temporada, especialmente no turno final, mantendo a dianteira da classificação até poucas semanas do término do torneio. Naquele momento, contudo, o clube foi abatido por uma tragédia com a inesperada morte de Fuchs. Apesar da comoção geral, a equipe conseguiu manter-se firme até o fim do campeonato, dedicando a promoção ao falecido treinador.
Os primeiros anos na Zweite Bundesliga foram duros para o Aachen, seja do ponto de vista financeiro, seja em relação aos resultados em campo. O clube lutou por algumas temporadas e a situação se agravou quando foram descobertas irregularidades financeiras, situação que quase o levou à falência.
A reviravolta ocorreu com o advento de uma nova dirigência, guiada pelo novo presidente Horst Heinrichs, e pelo treinador Dieter Hecking, além do manager Jörg Schmadtke. Através da melhora da administração financeira, astutas inscrições contratuais de jogadores e táticas de jogo inteligentes, o Aachen retornou à ribalta na temporada 2003-2004.
Alcançou a final da Copa da Alemanha, eliminando Munique 1860, Bayern de Munique e
Borussia Mönchengladbach. E antes de perder por 3 a 2 para o Werden Bremen, o então novo campeão alemão. Dado que o Bremen, enquanto vencedor da Bundesliga, se qualificou para a UEFA Champions League, o Aachen foi admitido também na Copa UEFA 2004-2005. Depois de ter eliminado os islandeses do Fimleikafélag Hafnarfjörðar (FH) com um amplo resultado de 5 a 1 no primeiro turno, passou a fase de grupos. No Grupo "H" afrontou equipes fortes, mas conseguiu chegar em terceiro e superar o turno com 7 pontos, fruto de duas vitórias, um empate e uma derrota. Foi eliminado pelo AZ Alkmaar e acabou eliminado com um resultado de 2 a 1, após um 0 a 0 em casa e a derrota na Holanda. O balanço na disputa da Taça UEFA é, portanto, de 8 partidas jogadas. 3 vitórias, 3 empates e 2 derrotas com 11 gols feitos e 7 sofridos. As partidas em casa foram disputadas no RheinEnergieStadium do Colônia porque o estádio de Aquisgrana não respeitava as normas exigidas pela UEFA.
As exitosas participações na Copa da Alemanha e na Taça UEFA contribuíram sistematicamente para melhorar a situação financeira do clube.

### A volta para a Bundesliga e o rebaixamento
Em 16 de abril de 2006, o Alemannia Aachen se tornou a primeira equipe da Zweite Bundesliga na temporada 2005-2006 a ser promovida para a Bundesliga, chegando à máxima série após uma ausência de 36 anos. Apesar de um boa campanha no início da primeira parte da temporada, o time voltou para a segunda divisão com uma rodada de antecedência, após sofrer dois gols em casa no empate em 2 a 2 contra o Wolfsburg.

## Estádio
O estádio da Alemannia Aachen chama-se Tivoli, construído de 1925 até 1928, com uma capacidade para 21 300 espectadores. Mas por razões de segurança, a capacidade está reduzida para 20.800 lugares.
Como o estádio não tem condições para realizar jogos nas competições europeias, os jogos para a Taça UEFA da época 2004/2005 foram realizados no RheinEnergieStadion em Colónia.

### O Nome
Tivoli era o nome de uma quinta, que era situada no terreno do estádio.

#### História do estádio
- 1925: a construção do estádio começa.
- 3 de junho de 1928: inauguração do Tivoli com uma capacidade para 11 000 espectadores.
- 1938: o primeiro jogo com lotação esgotada, frente ao Beuel.
- Setembro de 1953: Ampliação da capacidade máxima, com a construção da bancada norte, o Würselener Wall.
- 1957: cobertura da bancada poente e instalação da iluminação de 240 000W (160 Lux). Inauguração no dia 28 de agosto de 1957 frente ao Espanyol Barcelona.
- 1968: o estádio foi vendido à cidade por motivos financeiros. Modernizações nos anos seguintes.
- 22 de fevereiro de 1980: cobertura da bancada nascente.
- Abril de 1999: lugares Júnior com preços mais baixos para adeptos jovens, realizado na bancada nascente.
- Verão de 1999: com a promoção para o segundo escalão do futebol alemão, um aquecimento para o relvado foi instalado.

## Títulos

### Épocas na Primeira Bundesliga
| Temporada | Posição | Gols  | Pontos | Espectadores | Melhor Marcador                  |
| --------- | ------- | ----- | ------ | ------------ | -------------------------------- |
| 1967/68   | 11      | 52-66 | 34-34  | 21.800       | 14 golos: Hans-Jürgen Ferdinand  |
| 1968/69   | 2       | 57-51 | 38-30  | 18.200       | 12 golos: Heinz-Gerd Klostermann |
| 1969/70   | 18      | 31-83 | 17-51  | 12.600       | 6 golos: Jupp Kapellmann         |
| 2006/07   | 17      | 46-70 | 34     | 20.310       | 8 golos: Jan Schlaudraff         |

### Taça da Alemanha
- Finalista na Taça da Alemanha 1953, 1:2 frente ao Rot-Weiss Essen, em Düsseldorf
- Finalista na Taça da Alemanha 1965, 0:2 frente ao Borussia Dortmund, em Hanover
- Finalista na Taça da Alemanha 2004, 2:3 frente ao SV Werder Bremen, em Berlim

Mesmo que tenham perdido a Final da Taça da Alemanha em 2004 contra o Werder Bremen, o Aachen teve motivo para festejar. Como o Werder Bremen tinha-se sagrado campeão nacional, que dá direito de participar na Liga dos Campeões, a Alemannia teve acesso a Taça UEFA.

### Taça UEFA
Na época 2004/2005, o Alemannia participou da Taça Uefa. Só foi eliminada pelo AZ Alkmaar, nos 16-avos-de-final, semifinalista da edição daquele ano. A Alemannia sagrou-se assim como melhor equipa alemã do segunda escalão na Taça UEFA.
Na 1ª Fase Qualificatória, enfrentou o FH Hafnarfjörður (Ilhas Feroé), vencendo o primeiro jogo nas Ilhas Feroés por 4x1 e empatando o segundo jogo em casa por 0x0.
Na fase de grupos caiu no grupo H, juntamente com Zenit (Rússia), Lille (França), AEK (Grécia) e Sevilla (Espanha). Estreou em casa, vencendo o Lille por 1x0. Na segunda rodada, perdeu por 2x0 para o Sevilla em Sevilla. Folgou na terceira rodada. Na quarta rodada, empatou em casa contra o Zenit. Garantiu a classificação aos 16-avos-de-final vencendo o AEK por 2x0 em Atenas.
Classificação - Grupo H
- 1º Lille	9 pts
- 2º Sevilla	7 pts
- 3º A. Aachen	7 pts
- 4º Zenit	5 pts
- 5º AEK		0 pts

Avançou à fase de 16-avos-de-final, onde enfrentou o AZ Alkmaar (Holanda). Foi eliminado ao empatar o primeiro jogo, em casa, por 0x0 e perder o segundo jogo em Alkmaar por 2x1.
- 3 vitórias: 4x1 FH Hafnarfjörður (Ilhas Feroé), 1x0 Lille (França) e 2x0 AEK (Grécia).
- 3 empates: 0x0 FH Hafnarfjörður (Ilhas Feroé), 2x2 Zenit (Rússia) e 0x0 AZ Alkmaar (Holanda).
- 2 derrotas: 0x2 Sevilla (Espanha) e 1x2 AZ Alkmaar (Holanda).

## Cronologia recente
| Temporada | Divisão                 | Posição          |
| 1999–00   | 2° Bundesliga (II)      | 8°               |
| 2000–01   | 2° Bundesliga           | 10°              |
| 2001–02   | 2° Bundesliga           | 14°              |
| 2002–03   | 2° Bundesliga           | 6°               |
| 2003–04   | 2° Bundesliga           | 6°               |
| 2004–05   | 2° Bundesliga           | 6°               |
| 2005–06   | 2° Bundesliga           | 2° ↑             |
| 2006–07   | Bundesliga (I)          | 17° ↓            |
| 2007–08   | 2° Bundesliga (II)      | 7°               |
| 2008–09   | 2° Bundesliga           | 4°               |
| 2009–10   | 2° Bundesliga           | 13°              |
| 2010–11   | 2° Bundesliga           | 10°              |
| 2011–12   | 2° Bundesliga (II)      | 17° ↓            |
| 2012–13   | 3. Liga (III)           | 20° ↓            |
| 2013-14   | Regionalliga Oeste (IV) | 13º              |
| 2014-15   | Regionalliga Oeste      | 2º               |
| 2015-16   | Regionalliga Oeste      | ainda em disputa |

## Uniformes

### Uniformes atuais
- 1º - Camisa amarela com detalhes pretas e brancas, calção preta e meias amarelas;
- 2º - Camisa branca com detalhes pretas e amarelas, calção e meias brancas;
- 3º - Camisa preta, calção amarela e meias pretas.

| Primeiro Uniforme | Segundo Uniforme | Terceiro Uniforme |  |

### Uniformes anteriores
- 2010-11

| 1º | 2º |